# Hildesheimi Szent Mihály-templom
A hildesheimi Szent Mihály-templom korai román stílusú műemlék; a romanika művészetének egyik legjelentősebb lenyomata, különösen a templombelső. 1985 óta a hildesheimi dómmal együtt a világörökség része.

## Fekvése és környezete
A Szent Mihály-templom a városközpont nyugati szélén helyezkedik el, a Mihály-dombon (németül Michaelishügel). A bejárata a főhajó déli oldalán van. A templom mögött található a kolostorkert, ahová a régi kereszthajón át lehet kijutni. Ugyanitt érhetők el a modern egyházi igazgatási épületek is, például a tartományi szuperintendensi hivatal vagy az egyháztanács. A kelet és dél felé vezető mellékutcákon a városközpontba lehet jutni, nyugatra az Innerste folyó, északra pedig az Andreanum gimnázium található.

## Történet

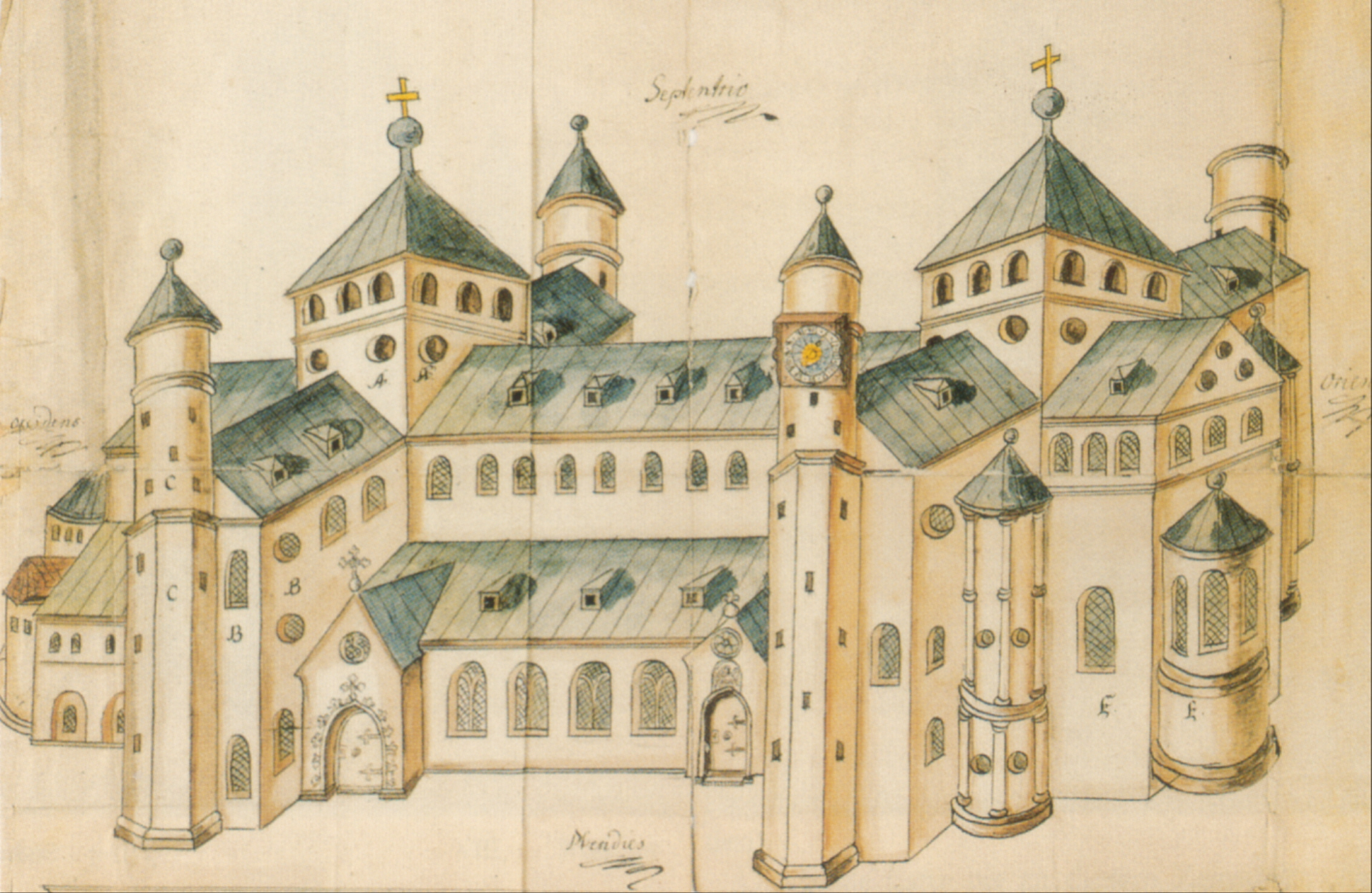
A Szent Mihály templom rajza 1662-ből

A Szent Mihály-templomot hildesheimi Szent Bernward püspök építtette, 1010-20 között az általa alapított benedekrendi kolostor számára. Saját sírhelyéül a nyugati kriptát jelölte ki és a létesítménynek a „holtakat kísérő” Mihály arkangyal nevet adta. Vitatott, hogy Bernward a hildesheimi dómban található bronzkapukat is a Szent Mihály számára készíttette volna, az viszont biztos, hogy a 19. század óta szintén a dómban található Krisztus-oszlop eredetileg is ide készült. A templomot csak utóda, hildesheimi Szent Gotthárd szentelte fel, 1033-ban. A figyelemre méltó oszlopfőket 1171-90 között faragták. 1193-ban Bernwardot szentté avatták, ebből az alkalomból készültek az angyalos domborművek a kripta bejáratánál (1194–1197), a főhajó festett famennyezete pedig 1230 körül. 1250-ben átépítették a kerengőt, amely a templomot és az apátság régi kolostorkápolnáját kötötte össze. A reformációt követően a Mihály-templomot az evangélikusok kapták meg, a benedekrend azonban a szekularizációig (1803) fennmaradt és a kerengő „kis Mihály-templomát”, illetve a kriptát használhatta istentiszteletre. Utóbbi a mai napig katolikus. A második világháborúban a Mihály-templomot is elpusztították, de 1950-57 között újjáépült.

## Leírás

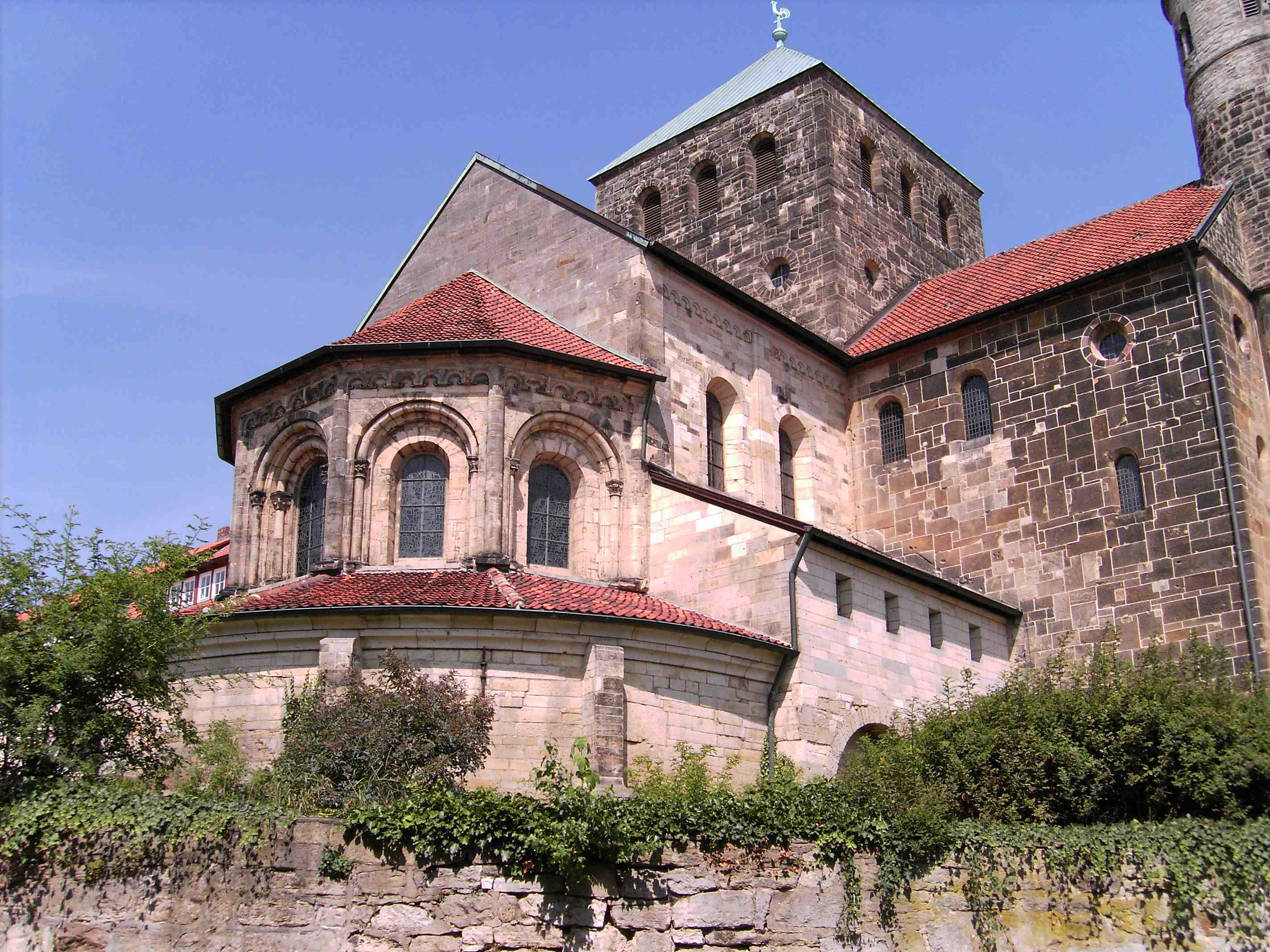
A nyugati kórus a Bernward-kriptával

A Szent Mihály az egyik legjelentősebb megmaradt templom a korai román stílusúak közül. Kettős kórusú bazilika, két kereszthajóval és egy-egy négyzetes toronnyal mindegyik oldalon. A kereszthajókat két-két kerek lépcsőtorony szegélyezi. Az egész épület egyenlő nagyságú négyzetek mértani elrendezésén alapul.
Az alaprajz teljes egyensúlyt mutat a keleti és nyugati szárny között. Az apszis és kereszthajó csoportjának ugyanaz a csoport felel meg a nyugati oldalon. A mértékegység a főhajó és a kereszthajó metszéseként kialakult négyzet, ehhez arányosul az egész épületegyüttes. A négy kereszthajó mindegyikénél előfordul egyszer ez a négyzet, a főhajóban háromszor, a nyugati kórusban pedig még egyszer.
A külső részen a függőleges tornyok csoportja és a vízszintes épületrészek (főhajó és kereszthajók) teljes egyensúlyban vannak. Az épület statikus zártságát a két egyenrangú toronycsoport, a kocka alakú piramisfedelű központi tornyok és lépcsőtornyok határozzák meg, amelyek erősen behatárolják a főhajó mozgásterét. Az oldalhajók csúcsíves ablakai a gótika korában keletkeztek.
A belső teret 13. századi festett famennyezet zárja le, amely Jézus nemzetségfáját ábrázolja. A sík falakba köríves ablakokat vágtak. Az árkádokat egy kis párkányzat választja el a faltól. Az oszlopok és pillérek váltakozva követik egymást, anélkül, hogy kiugranának a falból. A keleti és nyugati négyszögeknek a négy oldalát hatalmas körívek emelik ki. Ezeknek egyrészt az a szerepe, hogy áttekinthetővé tegye a tér szerkezetét, másrészt építészeti elemként ezek hordozzák a nehéz tornyokat. A tiszta és masszív térkialakításnak megfelelő az egyes építőelemek dísztelensége is.
A főhajó árkádjait Bernward ötlete alapján építették alsó-szász váltakozó stílusban, ahol négy szögletes pillér váltakozik két-két összekapcsolt kerek támasztóoszloppal. A főhajó háromhajós és három nyerges; a középső hajót famennyezet fedi, míg a két szélső kőboltozatos.
A mai belső tér összhatását az 1965-ben Charles Crodel által készített öt színes kórusablak teremti meg, amelyeken a középkort idéző angyalalakok láthatók.
A Szent Mihályt gyakran nevezik Isten várának. Valóban, az épület várszerű hatást kelt a fekvése, a masszív falai és a védelmező tornyai miatt. Az alapgondolatot talán mégis jobban tükrözi az Isten városa elnevezés. Ugyan a középkori megerősített városok várhoz hasonlítottak, de a városban nem a harcoló-védelmező, hanem a lakó- és közösséget adó funkción volt a hangsúly. A mértani építésmód emlékeztet az Ezékiel könyvében leírt templom méreteire, illetve a János jelenései 21,16-ban szereplő város (az új Jeruzsálem) négyzetes alaprajzára.

## Festett famennyezet

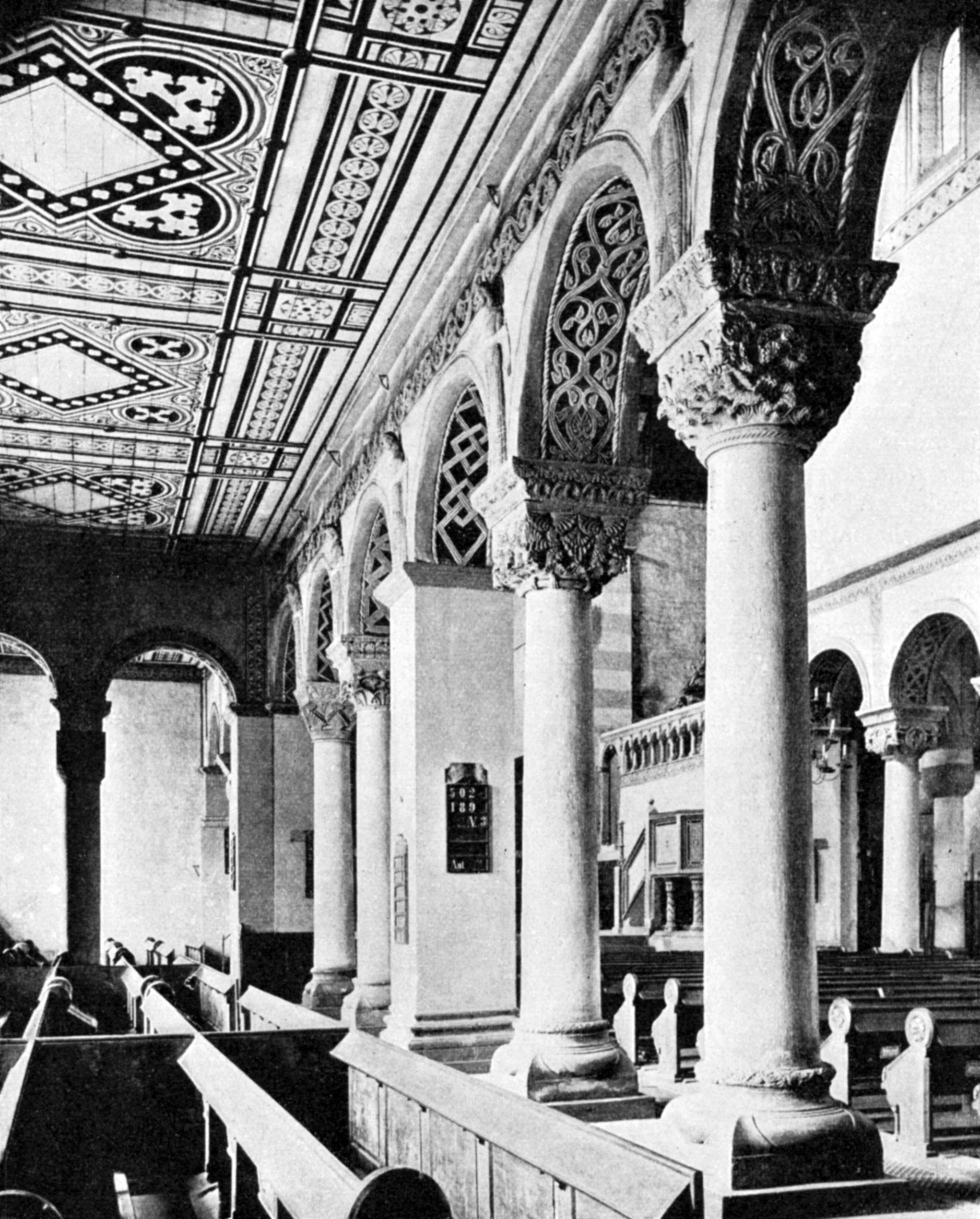
Pillantás az oldalhajóból az árkádokra

A középhajó 13. századi festett famennyezete egyedülálló az Alpoktól északra. A mérete 27,6 x 8,7 méter és tölgyfa deszkákból áll. A rajzok Jézus nemzetségfáját ábrázolják. A festmény nyolc fő részből áll, melyek mindegyikét két-két emberalak (főleg próféták) szegélyezi. Az első rész a paradicsomot és a bűnbeesést ábrázolja. A második Jesszét mutatja és egy fát, az úgynevezett Jessze-fát. A következő részek ennek a fának a „gyümölcsei”: Dávidot és Izráel más királyait ábrázolják. A hetedik rész Máriát, Jézus anyját mutatja. A nyolcadik rész 1650-ben az egyik torony beomlásakor tönkrement, ezt 1960-ban egy 19. századi minta alapján készült Krisztus-képpel helyettesítették.

## Adatok
- Teljes hossza: 74,75 m
- A főhajó teljes hossza: 40,01 m
- A kereszthajók teljes szélessége: 11,38 m,
- A kripta hossza: 18,36 m
- A főhajó szélessége: 22,75 m
- A főhajó magassága: 16,70 m
- Falvastagság: 1,63 m

## Fordítás
- Ez a szócikk részben vagy egészben a St. Michael (Hildesheim) című német Wikipédia-szócikk ezen változatának fordításán alapul.  Az eredeti cikk szerkesztőit annak laptörténete sorolja fel. Ez a jelzés csupán a megfogalmazás eredetét és a szerzői jogokat jelzi, nem szolgál a cikkben szereplő információk forrásmegjelöléseként.